# Dirgham
Abu'l-Ashbāl al-Ḍirghām ibn ʿĀmir ibn Sawwār al-Lukhamī (in arabo أبو الأشبال ضرغام بن عامر بن سوار اللخمي‎?; prima del 1153 – maggio/giugno o luglio/agosto 1164) comandante arabo al servizio del Califfato fatimide.
Eccellente guerriero e cavaliere esemplare, si distinse quando ottenne alcuni successi contro i crociati del regno di Gerusalemme e sedando alcune ribellioni interne. Nonostante i suoi stretti legami personali con i visir Tala'i' ibn Ruzzik e suo figlio Ruzzik ibn Tala'i, si unì a Shawar quando quest'ultimo si ribellò a Ruzzik e fece prigioniero il visir. Nove mesi dopo, Dirgham tradì anche Shawar e lo scacciò dalla capitale, imponendosi egli stesso come visir il 31 agosto 1163. Nel 1164, durante un'altra invasione crociata, Dirgham si scontrò con Shawar, che aveva ottenuto il sostegno delle truppe siriane guidate da Shirkuh. Abbandonato dalla maggior parte delle sue truppe, Dirgham fu ucciso tra maggio e agosto 1164 dall'esercito di Shawar.

## Biografia

### Primi anni
Dirgham era di origine araba, e le sue nisba di al-Lakhmī e al-Mundhirī lasciano forse intendere che discendesse dai re Lakhmidi pre-islamici di al-Hira. Nato nello Yemen, era di fede sunnita. I resoconti degli storici Umara al-Yamani e al-Maqrizi sottolineano le sue abilità equestri e nel combattimento, in quanto sapeva maneggiare sia la lancia che l'arco; inoltre, sottolineano le sue capacità nell'ambito della calligrafia e le sue virtù in veste di poeta e critico letterario. Dirgham aveva tre fratelli, Humam (in seguito insignito del laqab - nome onorifico - di Nāṣir al-Dīn, "Difensore della fede"), Mulham (Nāṣir al-Muslimīn, "Difensore dei musulmani") e Husam (Fakhr al-Dīn, "Gloria della fede").

### Carriera militare
Le fonti menzionano Dirgham per la prima volta nel 1153, affermando che si unì a un gruppo di rinforzi spedito per fornire sostegno ad Ascalona. La città, situata a sud della Palestina, era infatti in stato di assedio perché attaccata dal regno crociato di Gerusalemme. La spedizione era guidata da Abbas, figliastro del visir Al-'Adil ibn al-Sallar; Abbas abbandonò la campagna e tornò al Cairo, dove uccise il patrigno e assunse il visirato fino a quando non fu rovesciato da Tala'i' ibn Ruzzik nel 1154. Abbandonata al suo destino, Ascalona, l'ultima roccaforte fatimide nel Levante, si arrese agli aggressori il 22 agosto 1153.
Pare che Dirgham fu uno stretto alleato di Tala'i' ibn Ruzzik, che lo nominò comandante di un nuovo corpo militare, la Barqiyya. A Dirgham fu assegnato inoltre il ruolo di precettore del figlio del visir,
Ruzzik, nelle arti cavalleresche (furūsiyya), e salì rapidamente nella gerarchia di corte fino a ricoprire il ruolo di nāʾib al-bāb (vice della potente carica di gran ciambellano, ṣāḥib al-bāb, una figura seconda soltanto a quella del visir). Quando Tala'i' riprese una politica più aggressiva contro i crociati, Dirgham condusse delle spedizioni contro di loro nel 1157 e nel 1158, e conseguì una vittoria il 9 marzo 1158 a Tall al-Ajjul. Nel 1159, insieme a Ruzzik, represse la ribellione aizzata da Bahram ad Atfih, nell'Alto Egitto.
Nel 1161, Tala'i' fu assassinato e gli successe il figlio Ruzzik. Nel settembre 1162, il re di Gerusalemme Amalrico I invase l'Egitto per reclamare il tributo promesso dal padre di Ruzzik. Dirgham guidò le forze radunate per opporsi all'invasione, ma fu sconfitto e si ritirò a Bilbeis. Riuscì a bloccare l'avanzata di Amalrico creando una falla nelle dighe del Nilo, che allora era in piena. Dopo che Amalrico si ritirò in Palestina, Dirgham aiutò a sopprimere un'altra rivolta nella provincia di Gharbiyya (il delta del Nilo occidentale). Poco dopo, tuttavia, insorse anche Shawar, il governatore di Qus, e radunò un esercito di beduini dalle oasi occidentali, rovesciò e uccise Ruzzik imponendosi egli stesso come visir nel gennaio del 1163. Nonostante i suoi legami con Ruzzik, come molti altri comandanti Dirgham scelse di unirsi a Shawar una volta che la vittoria di quest'ultimo divenne inevitabile, e fu ricompensato con la seconda carica più potente dello stato, quella di ṣāḥib al-bāb.
Durante la sua carriera, Dirgham ricevette le onorificenze laqab di Fāris al-Muslimīn ("Cavaliere dei Musulmani") e Shams al-Khilāfa ("Sole del Califfato").

### Visirato

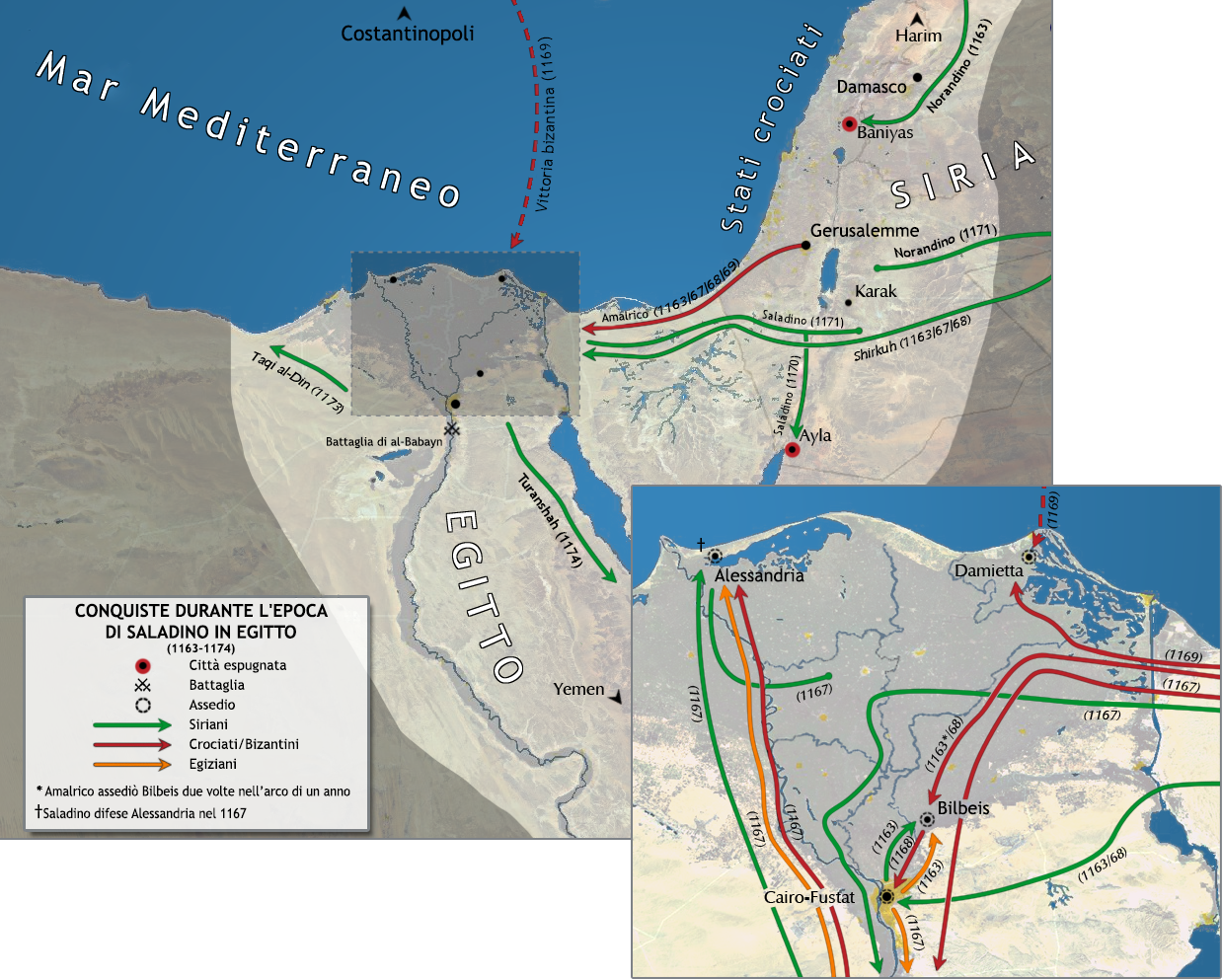
Le campagne compiute in Egitto tra il 1163 e il 1174 da crociati e musulmani

Shawar ebbe successo grazie all'assistenza dei soldati beduini, e come ricompensa non solo concesse loro le ricchezze di Ruzzik, ma gli permise di razziare in tutta libertà il Delta del Nilo orientale, dove si trovavano i possedimenti dei contadini locali (muqṭāʿūn), i quali fornivano all'esercito fatimide il grosso degli approvvigionamenti necessari. Come appariva inevitabile, gran parte dell'esercito si rivoltò contro Shawar e Dirgham, il quale godeva dell'appoggio del corpo dei Barqiyya essendone il comandante, si impose come capo. Shawar, che sospettava qualche intrigo nei suoi confronti, fece compiere a Dirgham diverse volte dei giuramenti di obbedienza e fedeltà, ma nell'agosto del 1163 scoppiarono degli scontri. Due dei figli di Shawar persero forse la vita e il primogenito, Tayy, fu catturato e in seguito giustiziato, circostanza la quale costrinse Shawar a fuggire dal Cairo. Il 31 agosto 1163, Dirgham fu nominato visir con il titolo di al-Malik al-Manṣūr ("il Re Vittorioso"). Secondo al-Maqrizi, in veste di visir Dirgham fu molto influenzato dai suoi fratelli Humam (che assunse anche il precedente titolo di Dirgham di Fāris al-Muslimīn) e Husam.
Nel frattempo, Shawar si rifugiò a Damasco, dove chiese l'aiuto del potente atabeg (governatore) sunnita della Siria Norandino. Desideroso di espandere i propri domini, Norandino aveva esteso da un po' le sue mire all'Egitto, conscio della difficile situazione politica che stava vivendo. Inoltre, sapeva che si trattava di una terra ambita anche dai franchi, in particolare da Amalrico I. Essi erano consapevoli che ormai una Siria musulmana unita aveva ben poche speranze di essere conquistata celermente, motivo per cui si decise di preservare un Egitto avverso a Norandino piuttosto che correre il rischio di trovarsi di fronte a un nemico ancora più potente. La cattura di Ascalona del 1153 aveva tagliato fuori l'Egitto fatimide dalla Siria di Norandino e l'Egitto viveva una fase di ineluttabile declino per via di una lunga serie di imam troppo giovani e inesperti.
Dirgham tentò di ostacolare i piani del suo rivale avviando trattative con Norandino per un'alleanza in chiqve anti-crociata, ma la risposta del sovrano siriano non fu chiara e, mentre si recava in Egitto, l'inviato di Dirgham fu imprigionato dai crociati, forse su istigazione dello stesso Norandino. Dirgham dovette affrontare inoltre dei dissidi interni, poiché molti dei comandanti di Barqiyya lo invidiavano e si misero in contatto con Shawar. Dirgham tese un'imboscata e uccise settanta dei suoi nemici, compresi molti dei loro seguaci. Se da un lato ciò gli garantì la posizione per un certo periodo, dall'altro lo privò di validi ufficiali, circostanza la quale indebolì l'esercito fatimide. La condanna a morte del governatore di Alessandria, eseguita mediante una crocifissione, lo rese inviso a gran parte della popolazione, tanto che finì per potersi affidare soltanto al suo circolo di consiglieri più ristretto.
Nell'inverno del 1163/1164, il re Amalrico invase l'Egitto con l'intenzione di occupare il paese. Dirgham preferì negoziare con Amalrico, offrendogki di un trattato di pace garantito dalla consegna di ostaggi e dal pagamento di un tributo annuale. Nel frattempo, tuttavia, Shawar e Norandino si erano alleati e, stando alle fonti, Shawar si offrì di consegnare all'atabeg un terzo del gettito annuale della tassa fondiaria (kharāj) - e un esercito siriano sotto il comandante curdo Shirkuh (accompagnato da suo nipote, Saladino) fu inviato in Egitto. Nel tentativo di distogliere l'attenzione dei crociati da Bilbeis, la città dove si trovava Shīrkuh, Norandino attaccò nuovamente il principato di Antiochia, massacrando molti soldati cristiani e catturando numerosi condottieri crociati nella battaglia di Harim. Questo intervento ebbe un impatto decisamente rilevante nella storia del califfato fatimide e dell'Egitto, poiché ne accelerò la definitiva caduta avvenuta nel 1171 ad opera di Saladino.
Dirgham si appellò ad Amalrico per chiedere aiuto, ma il re di Gerusalemme non riuscì a intervenire in tempo: alla fine di aprile del 1164, i siriani sorpresero e sconfissero il fratello di Dirgham, Mulham, a Bilbays, aprendosi la strada verso il Cairo. Alla notizia della battaglia, nella capitale dell'Egitto si scatenò il panico. Alla ricerca disperata di fondi per pagare i suoi uomini, Dirgham confiscò i beni degli orfani, scatenando una grossa insurrezione popolare. Le sue truppe cominciarono a sfilarsi da lui, compreso l'intero corpo dei Rayhaniyya. Rimasto con soli 500 cavalieri, si presentò davanti al palazzo califfale, ma il califfo lo allontanò e gli consigliò di salvarsi la vita. Sempre più truppe disertarono, finché non rimase con soli trenta uomini. Fuggì quindi dal Cairo, accompagnato dalle imprecazioni della popolazione, mentre l'esercito di Shirkuh stava entrando nella capitale. Fu però sorpreso nei pressi di Al-Fustat, disarcionato dal cavallo e ucciso (luglio/agosto 1154, altre fonti riportano il mese di maggio/giugno), così come subito dopo i suoi fratelli. La sua testa fu tagliata e fatta sfilare in pubblico, mentre il suo cadavere fu lasciato insepolto per diversi giorni, prima di essere tumulato a Birkat al-Fil.
Shawar, ritornare al ruolo di visir, entrò rapidamente in conflitto con Shirkuh e ne seguì una complicata serie di conflitti tra Shawar, Shirkuh e Amalrico fino al 1169, quando Shawar fu giustiziato e sostituito come visir da Shirkuh. Quando quest'ultimo morì tre mesi dopo, gli succedette il nipote, Saladino.